# Antonio Roccatagliata
Antonio Roccatagliata o Antonio Giustiniani Roccatagliata (Genova, 1535 o 1536 – Genova, 19 febbraio 1608) è stato un nobile, notaio, politico, letterato, annalista e stampatore italiano della Repubblica di Genova.
Ricoprì più volte la carica di Governatore di Genova, Cancelliere della Repubblica e di Rettore del Collegio dei notai. È ricordato in particolare per i suoi annali, che ancor oggi rappresentano un'importante fonte per la storia della Repubblica di Genova.

## Biografia
Antonio Roccatagliata nacque a Genova verso il 1535 o il 1536 da Gerolamo, notaio e politico della Repubblica di Genova, e da Battina, il cui cognome è ignoto. La famiglia Roccatagliata era ascritta all’albergo dei Giustiniani, per cui Antonio adottò il doppio cognome fino al 1576. Nel 1556 fu immatricolato tra i notai di Genova e diede alle stampe la sua prima opera conosciuta: un testo apologetico a difesa della professione notarile (Antonii Iustiniani Roccataliatae Ad Benedictum Ruscam Scriba cuiusdam scribae Sumnium ad Nicolaum Zignaigum eodem autore, Genuae, A. Bellone, 1556).
Nel 1577, iniziò a rivestire il ruolo di cancelliere al servizio di diverse magistrature: nel 1557 del Magistrato degli estimatori, quindi per due anni dal 1559, e poi dal 1563 al 1569, del vicario del podestà di Genova; tra il 1563 e il 1568 del Magistrato degli straordinari e della Rota civile. Infine, nel  1569 fu nominato all'alta carica di Cancelliere della Repubblica, con un ruolo predominante fra i tre cancellieri in carica che, nel 1572, lo portò ad essere nominato «ad beneplacitum», senza scadenza,
Nel 1576 fu eletto rettore del Collegio dei notai, carica che rivestì altre quattro volte tra il 1584 e il 1604. Nel 1581 fu nominato annalista ufficiale della Repubblica. Ricoprì inoltre altre importanti cariche pubbliche quale ufficiale del Magistrato degli straordinari, ufficiale di Moneta, sindicatore della Riviera di Levante, protettore del Banco di San Giorgio, capitano e commissario di Chiavari, Conservatore delle leggi e membro della commissione incaricata di redigere il nuovo codice (Statutorum ciuilium Reipublicae Genuensis, Genuae, G. Bartoli, 1589). Ricoprì per tre volte i massimi vertici statali: governatore (1594-96), procuratore (1599-1601), ancora governatore dal 1607.
Fu protagonista del panorama culturale genovese con la sua attività di stampatore ed editore, uniti al suo interesse per la ricerca antiquaria e l’erudizione storico-politica. Il suo progetto di compilare una storia di Genova dal 500 al 1528, lo portò a raccogliere molta documentazione che rimase a disposizione degli storici.
Si sposò due volte: intorno al 1585 con Maddalena Viale, morta nel 1586, e nel 1588 con Francesca Franzone, entrambe provenienti da influenti famiglie di nobiltà nuova. Morì a Genova il 19 febbraio 1608.